# 冈格阿瓦利
冈格阿瓦利（Gangavalli），是印度泰米尔纳德邦Salem县的一个城镇。总人口10584（2001年）。

## 人口
该地2001年总人口10584人，其中男性5332人，女性5252人；0—6岁人口1123人，其中男585人，女538人；识字率59.50%，其中男性为67.80%，女性为51.09%。